# Scolopendra pachygnatha
Scolopendra pachygnatha är en mångfotingart som beskrevs av Pocock 1895. Scolopendra pachygnatha ingår i släktet Scolopendra och familjen Scolopendridae. Inga underarter finns listade i Catalogue of Life.